# Аеродром Келн/Бон
Келн / Бон Аеродром(  , (IATA: CGN, ICAO : EDDK) , такође познат као Аеродром Конрад Аденауер, међународни је цивилни аеродром који се налази у приградском делу Келна. Аеродром се налази 15 километара југоисточно од центра Келна и 16 километара североисточно од Бона . 
Аеродром Келн / Бон заузима шесто место по промету путника међу свим аеродромима у Немачкој   и један је од ретких аеродрома у земљи који раде 24 сата дневно. У 2016. години број путника који користе услуге аеродрома износио је 11,91 милиона људи (што је рекордан број у историји аеродрома), што је повећање од чак за 1,5 милиона у односу на 2015. Најоптерећеније путничке линије у 2016. години су биле према аеродомима: Берлин-Тегел (638 хиљада), Минхен (483 хиљаде), Палма де Мајорка (476 хиљада), Берлин-Шенефелд (299 хиљада), Анталија (262 хиљаде) . Ако се посматра путнички саобраћај према одредишним земљама водеће су биле:  Немачка (1,7 милиона путника), Шпанија (1,04 милиона), Турска (0,66 милиона), Италија (0,46 милиона) и Велика Британија (0,37 милиона). 
Аеродром Келн / Бон је такође на другом месту листе најпрометнијих аеродрома у Немачкој по количини ваздушног терета. 

## Историја
1913. први авион је узлетио на артиљеријском извиђачком лету. 1939. године изграђен је аеродром за потребе немачког Луфтвафеа, који је касније коришћен током Другог светског рата .   
Након рата, аеродром је дошао под контролу британске војске, која је извела низ радова на проширењу  и реконструкцији објеката. 1951. године изграђена је прва асфалтирана писта дужине 1866 метара, а исте године аеродром је отворен за цивилне авионе. 
Током 1950-их и 1960-их изграђене су две додатне писте и нови путнички терминал. 1. новембра 1970.  са аеродрома, Боеинг 747 је први пут полетео за Њујорк.   
Америчка компанија UPS Airlines је 1986. године изабрала аеродром Келн / Бон за своје главно транзитно средиште у Европи . 
Крајем деведесетих година аеродром је започео програм ширења. Изграђено је неколико нових паркинга као и други терминал, а 2004. године отворена је нова железничка станица.   

## Нискобуџетне авиокомпаније
Аеродром Келн / Бон је погодно транзитно средиште за нискобуџетне авиокомпаније . Аеродромска тарифна политика омогућила је привлачење  авиокомпанија као што су: Еуровингс (Eurowings), Туифлаи (TUI fly), Изиџет (еasyJet), Виз Ер (Wizz Air), Рајанер (Ryanair) . ,Победа и друге.  .   

## Приступ аеродрому

### Железница
У склопу аеродома се налази и железничка станица па је аеродом везан пругом не само са центром града већ и са другим градовима, како регионалним и брзим возовима (брза пруга Келн-Франкфурт). До центра Келна вози С-Бан (линија S 13). Регионални воз (линија  RE 6) вози до Келна, Диселдорфа, Дуизбурга, Есена  и Дортмунда . Такође је станица на линији RB 27 (Менхенгладбах - Келн - Бон - Кобленц) .

### Auto
Аеродром има сопствени излаз (назван Flughafen) на аутопуту А59 који га повезује са градским центрима Келном и Боном.

### Аутобус
Локалне аутобуске линије такође повезују аеродром са Келном (линија 161) и Боном (линија СБ60). 
28. октобра 2015. године, отворен је нови аутобусни терминал који се користи за међуградске и међународне аутобусне линије до других немачких градова и многих других европских земаља.